# Téthys (mythologie)
Pour les articles homonymes, voir Téthys.
Dans la mythologie grecque, Téthys (en grec ancien Τηθύς / Tēthús) est une déesse marine (on rencontre parfois la graphie incorrecte Thétis). Elle ne doit pas être confondue avec son homophone Thétis, sa petite-fille, une Néréide, mère d'Achille.
Elle était la benjamine des Titanides, fille d'Ouranos (le Ciel) et de Gaïa (la Terre), sœur et épouse d'Océan, de qui elle eut de nombreux enfants, les dieux fleuves et les Océanides (6 000 en tout). Elle personnifiait la fécondité marine. On la voit intervenir dans plusieurs mythes où elle joue un rôle bénéfique.
Le nom Téthys a la même racine que le mot "nourrice" en grec, la rattachant à l'élément féminin fécond, dans son cas des mers et fleuves qui eux nourrissaient la terre, mais surtout au fait qu'elle a été la nourrice d'autres divinités comme Héra et Zeus.
Il ne semble pas durant l'histoire que l'on ait dédié un culte particulier à Téthys.

## Légende
Océan et Téthys, des titans qui étaient frère et sœur, s'unirent pour donner naissance à de très nombreux fils, les dieux-fleuves et de très nombreuses filles, les Océanides aux fines chevilles. Hésiode dans la Théogonie en fournit une longue liste mais il précise qu'il faudrait en rajouter plus de 3000.
Téthys enfanta aussi la troupe sacrée de ces Nymphes qui, avec le roi Apollon et les Fleuves, élèvent sur la terre l’enfance des Héros; c'est Zeus lui-même qui les chargea de cet emploi.
Un récit raconte qu’elle était la nourrice de la déesse Héra. Dans les tout premiers mythes, Téthys et son époux et frère Océan régnaient sur la planète Vénus. Elle a été vue comme la « mère de toutes les rivières », elle personnifiait la mer. Elle aurait incarné également le principe de fertilité et été considérée comme une déesse de la création par les eaux primordiales.
C'est Téthys qui éleva Zeus et Héra que Rhéa lui avait confiés et en témoignage de reconnaissance Héra intervint efficacement pour la réconcilier avec Océan avec qui il y avait eu conflit.
Pour faire plaisir à Héra, Téthys empêcha Callisto, amante de Zeus, de rejoindre l'océan. C'est pour cela que Callisto devenue la constellation de la Grande Ourse tourne autour de l'étoile polaire sans jamais pouvoir se poser sur l'océan. 

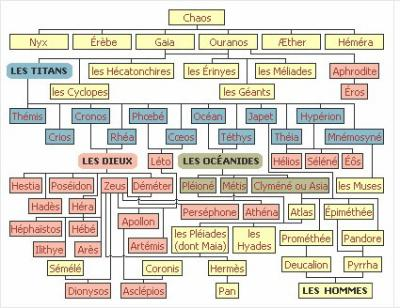

## Littérature

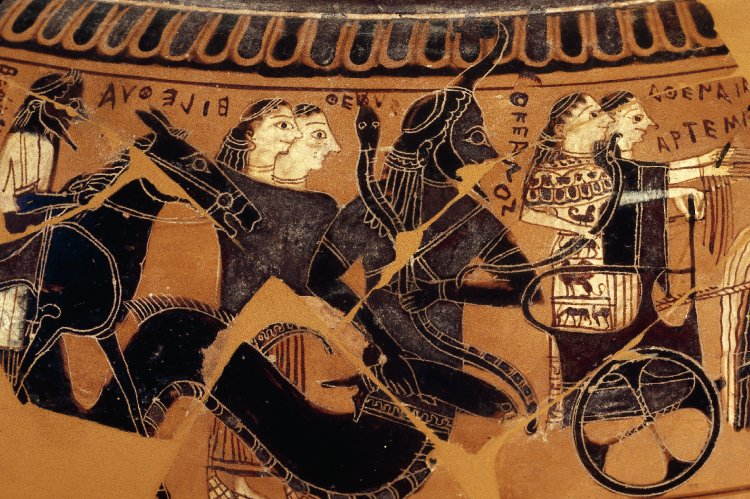
Dinos athénien à figures noires par Sophilos, vers 590 : détail d'une représentation des noces de Pélée et Thétis, en présence de plusieurs dieux sur des chars. Derrière Athéna et Artémis dans le dernier char, le grand-père de Thétis, le dieu marin à queue de poisson Okeanos, son épouse Téthys et Eileithyia, déesse de l'accouchement, suivent la procession. Londres, British Museum.

Chez Homère, on ne trouve pas un exposé clair d'une cosmogonie ou d'une théogonie. Il existe cependant quelques traces d'une cosmogonie différente de celle d'Hésiode et qui fait remonter l'origine de toutes choses au couple Okéanos et Téthys.
Ses eaux d'Okéanos entourent le monde (terre et mer). Okéanos constitue la limite, les confins ( pe¤rata, Il. 14, 200 et 301) du monde. C'est pourquoi on le retrouve sur le bord des boucliers décrits par les poètes :
- Homère, Il. 18, 606-607 ;
- Hésiode, Bouclier, 314-3125 ;
- Quintus de Smyrne, 5, 14-16.

Téthys est peu mentionnée par Homère. Elle serait, selon J. Rudhardt, une divinité des eaux douces. L'association de Téthys avec la Terre est tardive. En effet, Hésychius considère que le nom Téthys vient du mot t¤tyh, la nourrice.
Jean Rudhardt a essayé de reconstituer cette cosmogonie aquatique. Au départ, il y a un seul élément, l'eau primordiale, une douce et bisexuée. Dans cette eau se manifeste la dualité complémentaire Okéanos, élément masculin, et Téthys, élément féminin. Le parallèle qui s'impose est celui du début de l'Enuma Elish, poème babylonien racontant la naissance du monde. Les deux divinités primordiales sont Apsû, élément masculin, lié à l'eau douce, et Tiamat, élément féminin représentant l'eau salée. Ce couple est marqué par une hyperfécondité, à l'instar d'Ouranos et Gaia dans le texte d'Hésiode. Une brouille surgit alors entre Okéanos et Téthys, brouille dont on retrouve l'écho dans l'Iliade (14, 200-202, 205-208; cf aussi 14, 302). C'est Héra qui parle :

« Car je vais voir, aux extrémités de la terre, l'Océan, origine des dieux, et leur mère Téthys (…). Je vais les voir, et mettre fin à leurs querelles interminables. Depuis longtemps déjà, ils sont séparés l'un de l'autre -plus de lit commun, plus d'amour- parce que la colère a envahi leur âme. »

Selon J. Rudhardt, cette brouille (êkrita ne¤kea) est la condition de la stabilité : l'engendrement doit s'arrêter. Après la "génésis", le couple primordial s'éloigne. Okéanos et Téthys deviennent ce qu'on appelle des dei otiosi (cf. M. Eliade, Traité d'histoire des religions, Paris, 1949, p. 53) : ils n'ont plus d'action sur le monde, ils ne reçoivent pas de culte. La seule chose qu'ils font est de rester fâchés.
Jean Rudhardt, Le thème de l'eau dans la mythologie grecque, Berne, 1971

« Téthys donna à l'Océan des Fleuves au cours sinueux, le Nil, l'Alphée, l'Éridan aux gouffres profonds, le Strymon, le Méandre, l'Ister aux belles eaux, le Phase, le Rhésus, l'Achéloüs aux flots argentés, le Nessus, le Rhodius, l'Haliacmon, l'Heptapore, le Granique, l'Esépus, le divin Simoïs, le Pénée, l'Hermus, le Caïque aux ondes gracieuses, le large Sangarius, le Ladon, le Parthénius, l'Événus, l'Ardesque, et le divin Scamandre. 
Téthys enfanta aussi la troupe sacrée de ces Nymphes qui, avec le roi Apollon et les Fleuves, élèvent sur la terre l'enfance des humains; c'est Zeus lui-même qui les chargea de cet emploi : Pitho, Admète, Ianthé, Électre, Doris, Prymno, Uranie semblable aux dieux, Hippo, Clymène, Rhodie, Callirhoé, Zeuxo, Clytie, Idye, Pasithoé, Plexaure, Galaxaure, l'aimable Dioné, Mélobosis, Thoé, la belle Polydore, Cercéis au doux caractère, Plouto aux grands yeux, Perséis, lanire, Acaste, Zanthé, la gracieuse Pétréa, Ménestho, Europe, Métis, Eurynone, Télestho au voile de pourpre, Crisséis, Asia, la séduisante Calypso, Eudore, Tyché, Amphiro, Ocyroé, et Styx qui les surpasse toutes, telles sont les filles les plus âgées de l'Océan et de Téthys; il en existe beaucoup d'autres encore, car trois mille Océanides aux pieds charmants, dispersées de toutes parts, remplissent la terre et la profondeur des lacs, race illustre et divine! Autant de Fleuves, nés de l'Océan et de la vénérable Téthys, roulent au loin leurs bruyantes ondes : il serait difficile à un mortel de rappeler tous leurs noms; les peuples qui habitent leurs rivages peuvent seuls les connaître. »

— La Théogonie, Hésiode :(Iliade, ch. 14 , v. 302)

## Art
Téthys est représentée habituellement sous le trait d'une jeune et belle femme dont la chevelure est dense et parfois entremêlée de poissons ; deux petites ailes apparaissent au-dessus du front et parfois une étoile de mer posée sur le front, entre ses deux ailes.

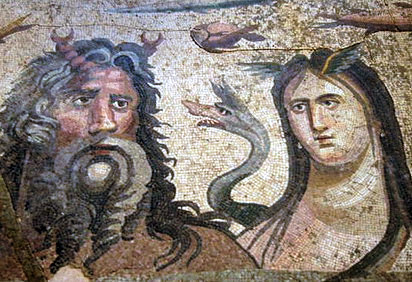

Dans ses représentations caractéristiques on trouve aussi, tout près d'elle, sa rame et son dragon à tête de chien (symbole des profondeurs des mers et des océans) s'enroulant parfois, comme un collier, par la queue autour de son cou. 
Il est rare de trouver des représentations de Téthys en art, cependant sur les œuvres dans lesquelles elle apparait sont généralement des mosaïques où elle se trouve en compagnie de son époux. Sur les vases grecs elle apparait sans attribut spécifique en compagnie de son époux et de la déesse des naissances, Ilithyie. 
Il existe cependant en France au château de Versailles, une autre œuvre concernant cette divinité. La grotte de Téthys (en l'honneur de la titanide Téthys, sœur et épouse d'Océan) est une grotte artificielle construite sous le règne de Louis XIV dans les jardins du château de Versailles. Édifiée en 1666 sur le côté nord du château de Versailles, elle était ornée de trois importants groupes sculptés en marbre représentant Apollon baigné par les nymphes et les chevaux du char du Soleil. Cette grotte était un élément principal des jardins royaux en raison de la symbolique transmise (le monarque étant identifié au dieu solaire Apollon) et du rôle technique que jouait ce bâtiment dans la gestion des eaux de Versailles. Détruite en 1684, les groupes sculptés qu'elle contenait en sont le seul souvenir subsistant. 

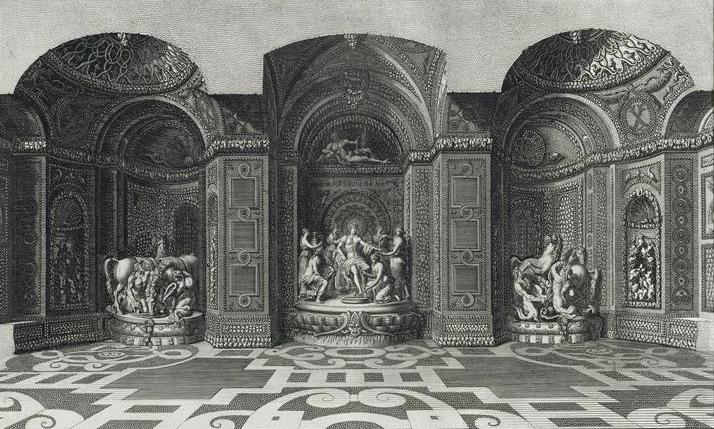

D’après les mémoires de Charles Perrault, ce dernier et son frère Claude, ainsi que le Brun, furent chargés de définir le programme de la grotte, établi à partir d’un court passage des Métamorphoses d’Ovide. Il s’agissait d’illustrer, au terme de sa course diurne, le repos d’Apollon dans la grotte marine de la déesse Téthys. La grotte de Téthys s’inscrivait dans un dispositif général d’écriture des jardins, où le thème solaire était appelé à scander notamment l’axe principal, avec les bassins d’Apollon et de Latone, entrepris à partir de 1668.

## Sources
1. ↑  « Téthys », sur mythologica.fr.
2. ↑  « muses », sur home.page.ch (consulté le 14 décembre 2020).
3. ↑  « Téthys, déesse de la mer - mosaïque - Syrie - Shahba - IVe siècle apr. J.-C. », sur www.aly-abbara.com (consulté le 13 décembre 2020).

- Pseudo-Apollodore, Bibliothèque [détail des éditions] [lire en ligne], I, 1, 3.
- Hésiode, Théogonie [détail des éditions] [lire en ligne], 136 ; 337 et suiv.
- Homère, Iliade [détail des éditions] [lire en ligne], XIV, 201 et suiv.
- Ovide, Fastes [détail des éditions] [lire en ligne], V, 81.